# José Ramón Peralta
José Ramón Francisco de Jesús Peralta Fernández es un empresario y actual político dominicano. 
Fue Ministro Administrativo de la Presidencia, considerado uno de los hombres más cercanos al expresidente Danilo Medina.

## Biografía
José Ramón Peralta nació en La Vega el 10 de octubre del año 1959, hijo de los veganos José Peralta Michel y Lesbia Fernández de Peralta.  A temprana edad su familia emigró a la ciudad capital. donde Peralta finaliza sus estudios primarios y secundarios y posteriormente se gradúa como Licenciado en Administración de Empresas.
En 1985 él y su padre fundaron la empresa Constanza Agroindustrial, empresa dedicada al procesamiento de Ajo en la República Dominicana; más tarde continúa creando empresas ligadas al sector agroindustrial, las cuales se integran para formar el Peralta Fernández & Cia CXA (Grupo PERFESA).
Peralta ha sido miembro del Consejo de Directores del Banco de Reservas de la República Dominicana, Consejo de Directores del Banco López de Haro, Miembro de la Directiva Nacional de la Asociación de Industrias de la República Dominicana (AI-RD) y Miembro de la Cámara Americana de Comercio (AMCHAM-DR). También es miembro activo del Consejo de Directores de la Junta Agroempresarial Dominicana y fue Presidente de la misma en el período 2008-2009.

## Carrera política
José Ramón Peralta es miembro del Partido de la Liberación Dominicana y participó en el proyecto político de Danilo Medina, desde el 16 de agosto de 2012 mediante el Decreto 454-12 figura como Ministro Administrativo de la Presidencia además de ser uno de los más cercanos colaboradores del presidente Medina junto a Gustavo Montalvo.
En este cargo, jugó un papel clave en la administración y coordinación de diversas políticas gubernamentales. Su gestión se destacó por la implementación de políticas enfocadas en la transparencia y la eficiencia administrativa. José Ramón Peralta se convirtió en uno de los colaboradores más cercanos del presidente Danilo Medina, teniendo una notable influencia en las decisiones y estrategias del gobierno. Fue conocido por su capacidad de gestión y su enfoque en el desarrollo económico y social del país.